# 警部マクロード
『警部マクロード』（けいぶマクロード、英：McCloud）は、1970年から1977年までアメリカNBCで放送されたテレビドラマ。120分枠のパイロット版1話と、「60分枠版」6話、「90、120分枠版」39話が制作された。
日本では、60分枠版が1974年にテレビ朝日（当時はNETテレビ）から「マクロード警部」のタイトルで、90、120分枠版が1975年から1977年にかけてNHK総合テレビから「警部マクロード」のタイトルで放送された。
なお、McCloudの本来の読み方は「マクラウド」により近い。

## 概要
本シリーズは、デニス・ウィーバー演ずるニューメキシコ州タオスの保安官補サム・マクロードの活躍を描く（邦題では「警部」。）。マクロードは、ニューヨーク市警に研修に来ており、カウボーイハットとシープスキンのジャケット姿で、大騒動を引き起こしながらも事件を解決していく。上司のクリフォードは、そんなマクロードの力量は認めながらも、破天荒な行動に振り回されるのが常だった。
第1作は、1970年の120分枠テレビ映画（パイロット版）「マクロード警部～ミス・アメリカ殺人事件」（ "Portrait of a Dead Girl" または "Who Killed Miss U.S.A?" ）で、ニューヨークに護送中の証人に逃げられたマクロードが、殺人事件に巻き込まれる物語。脚本は「刑事コロンボ」のクリエーターであるリチャード・レヴィンスンとウィリアム・リンクが書いており、ミステリー色の濃い内容になっていた。作品自体高い評価を受けてプライムタイム・エミー賞 作品賞 (ミニシリーズ部門)にノミネートされた。日本では、1973年12月15日にテレビ朝日系「土曜映画劇場」で放映されている。
パイロット版が好評だったため、同年に60分のドラマ枠「フォー・イン・ワン」（ "Four in One" ）でのレギュラー放送が開始。「フォー・イン・ワン」は、週替わりで四つのドラマ・シリーズを放送する番組で、他の三つは「サンフランシスコ大空港」、「四次元への招待」、「ドクター・ホイットマン」であった。日本では、この60分版は「マクロード警部」のタイトルで、他の三番組とともにテレビ朝日で放送されている（ただし、週替わりではなく別番組として放映）。
この「フォー・イン・ワン」の枠は、翌1971年から90分枠（1972年からは120分枠）に拡大して「NBCミステリー・ムービー」（"NBC Mystery Movie" ）となり、「警部マクロード」と「刑事コロンボ」、「署長マクミラン」、「Hec Ramsey」（この4作品目がなかなか定着せず、「Amy Prentiss」、「マッコイと野郎ども」「Dr.刑事クインシー」、「Lanigan's Rabbi」 と替わる。）が週替わりで放送されるようになった。日本では、この拡大版「警部マクロード」と他の番組は、NHKから放送されている（やはり週替わりではなく、それぞれがまとめて連続放送された）。
日本語版の吹き替えは、テレビ朝日とNHKでマクロード役の声優が異なっており、テレビ朝日版は羽佐間道夫、NHK版は宍戸錠。
シリーズのヒットにより、研修に来たはずのマクロードは、足かけ7年もニューヨークに滞在することとなった。放送終了後も人気は衰えず、1989年には続編のスペシャル版「帰ってきた警部マクロード」（ "The Return of Sam McCloud" ）が制作・放映された。

## レギュラー
- サム・マクロード - ニューメキシコ州タオス警察のマーシャル（副保安官）。父は州都アルバカーキで検事をしていた（「シドニーの鮫」にそのエピソードが出てくる）。デニス・ウィーバーは第1作放映時46歳だったが、設定は30代くらいか。独身で、酒を飲まない。クリス・コフリンが恋人だが、その時々のゲスト女優と恋におちてしまうことがある。
- ピーター・B・クリフォード - ニューヨーク市警察刑事部長。第二次大戦では戦闘機に乗っていた。妻も何度か登場。
- ジョー・ブロードハースト - 黒人警官。妻がいる。
- シムズ - 60歳くらいの警官。
- フィリス - 女性警官。
- クリス・コフリン - ニューヨーク市警察本部長の姪でジャーナリスト。マクロードの恋人。

## キャスト
レギュラー（テレビ朝日版／NHK総合テレビジョン版）
- サム・マクロード：デニス・ウィーバー（声：羽佐間道夫／宍戸錠）
- ピーター・B・クリフォード：J・D・キャノン（声：家弓家正／加藤武）
- ジョー・ブロードハースト刑事：テリー・カーター（声：田中信夫／橋本功）
- クリス・コフリン：ダイアナ・マルドア（声：藤波京子／伊藤幸子）
- グローバー：ケン・リンチ（声：富田耕生）
- フィリス・ノートン巡査：テリー・ガー（声：小谷野美智子）

## スタッフ
- 企画：ハーマン・ミラー
- 制作総指揮：レスリー・スティーブンス／グレン・A・ラーソン

### 日本語版制作スタッフ
NHK総合テレビジョン版
- NHKプロデューサー：吉村陽子
- 台本：佐藤一公
- 効果：芦田公雄、熊耳勉
- 調整：前田仁信
- 録音：TFCスタジオ
- 演出：小林守夫

## 作品一覧
初期作品　日付は日本放送日

### 単発および民放
- ミス・アメリカ殺人事件 Who Killed Miss U.S.A.?　1973/12/15．テレビ朝日[5]「土曜映画劇場」 : 120分枠のパイロット版。
- 冷たい街の殺し屋 Who Says You Can't Make Friends in New York City 1974 : 60分枠シリーズ第１作。「マクロード警部」のタイトル。吹き替えは羽佐間道夫[6]。

### 第1シーズン
- 裏町の怪盗　The Million Doller Round Up 1975/1/4
- ニューヨークのわな　Top of the World, Ma!　1/11
- ニューメキシコの顔　The New Mexican Connection　1/18
- コロラド大追跡　The Colorado Cattle Caper 1/25  - 歌手ジョン・デンバーがゲスト。
- はだしのスチュワーデス　The Barefoot Stewardess Caper　2/1  - ブリット・エクランドがゲスト。
- 潜入捜査　The Park Avenue Rustlers 2/8
- セントラルパークの対決　Showdown at the End of the World 2/15
- 赤い死のマーク　The Solid Gold Swingers 2/22（二見書房『警部マクロード3／消えた死体』）
- ハワイ出張始末記　A Cowboy in Paradise 3/1
- もう一人の演奏者　Fifth Man in a String Quartet 3/8 （ウィーバーの息子リックが出演） - ジョセフ・ワイズマンがゲスト。
- うわさの四人組　Butch Cassidy Rides Again  3/29 （二見書房『警部マクロード1／殺し』）
- マンハッタン・ギャング　The Gang That Stole Manhattan 4/5
- カギを握る女　The Barefoot Girls of Bleecker Street 4/19
- 顔のない肖像　Somebody's Out to Get Jennie 4/26 …全体に哀愁を帯びた異色作。
- 人質交換　A Little Plot Tranquil Valley 5/3
- 不吉な当たり番号 5月10日　Shivaree on Delancy Street ダニー・トーマス
- 組織壊滅作戦　5月17日　The Concrete Jungle Caper ジョセフ・キャンパネラ、 テリー・ガー
- 騎馬警官隊大奮戦　6月14日　The 42nd Street Cavalry マーク・リッチマン
- メキシコ一匹狼　6月28日　Lady on the Run マリエット・ハートリー
- ブロードウェイへお悔やみを　Give My Regrets to Broadway 7/5　 …ウィーバーの歌声が話題となった。
- 牡羊座の入れ墨　Encounter with Aries 7/12
- ねらわれた男　7月19日　The Dispoal Man ディーン・ハーグローブ
- 市警本部最悪の日　7月26日　This Must Be Alamo
- 死を呼ぶカウボーイハット　8月9日 The Nan with the Golden Hat
- 市警本部大混乱　8月10日　テリ・ガー  Return to the Alamo
- 空中追跡ＳＯＳ！　8月26日　パット・ヒングル  Sharks!

### 第2シーズン
- 1976年9月18日「帰ってきたマクロード」Three Guns for New York
- 9月25日「ホテル強盗四人組」 Showdown at Times Square
- 10月02日「ニューヨークの海賊」Park Avenue Pirates ジェシカ・ウォルター  - バルビ・ベントン（英語版）がゲスト。
- 10月09日「市警本部大攻防戦」 The Day New York Turned Blue
- 10月30日「シドニーの鮫」Night of the Shark ロイド・ボクナー
- 11月06日「連続放火」Fire! ダイアナ・マルドー

### 第3シーズン
- 1977年5月21日「疾走！トラック大部隊」 Bonnie and McCloud
- 5月28日「クリスマスイブ大混乱」'Twas the Fight Before Christmas...
- 6月04日「総動員！ニューヨークタクシー」The Great Taxicab Stampede  - ジョージ・ハミルトンがゲスト。
- 6月11日「ロンドンの泥棒貴族」London Bridges  - ジャック・キャシディがゲスト。
- 7月16日「ニューヨークのドラキュラ」Mcloud Meets Dracula
- 7月23日「砂漠の陰謀」 Our Man in the Harem
- 7月30日「モスクワ公演始末記」The Moscow Connection ホイト・アクストン

## 書籍
- 『警部マクロード1／殺し』：デイヴィッド・ウィルソン著、井上一夫 訳
- 『警部マクロード2／ニュー・メキシコの顔』：デイヴィッド・ウィルソン著、井上一夫 訳
- 『警部マクロード3／消えた死体』：デイヴィッド・ウィルソン著、井上一夫 訳
- 『警部マクロード4／裏町の怪盗』：ダグラス・ヘイズ著、井上一夫 訳
- 『警部マクロード5／コロラド大追跡』：マイケル・グリースン著、井上一夫 訳

以上、二見書房（サラ・ブックス）刊。絶版。
以下は予告のみで刊行されなかった。
- 『警部マクロード6／殺し屋稼業』：井上一夫 訳
- 『警部マクロード7／ニューヨークのわな』：井上一夫 訳
- 『警部マクロード8／はだしのスチュワーデス』：井上一夫 訳